# NGC 2971
NGC 2971 في الفهرس العام الجديد، هي مجرة، تقع في كوكبة الأسد الأصغر. اكتشفت في 26 مارس 1884 بواسطة إدوارد ستيفان.

## روابط خارجية
- NGC 2971 على موقع ويكي سكاي: DSS2, SDSS, GALEX, IRAS, Hydrogen α, X-Ray, Astrophoto, Sky Map, Articles and images